# لو كوان يي

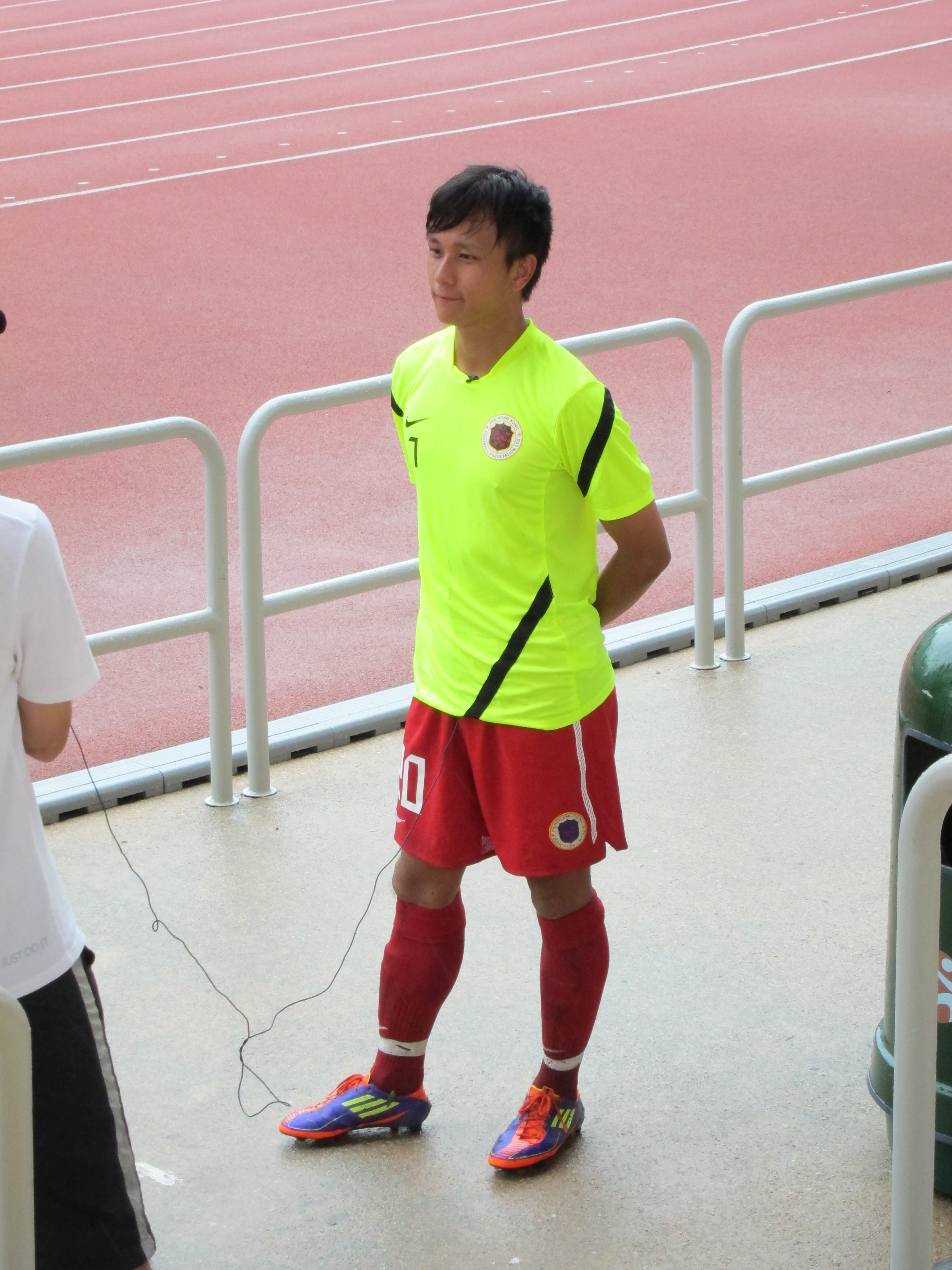

لو كوان يي، من مواليد 9 أكتوبر 1984 في هونغ كونغ في الصين، لاعب كرة قدم هونغ كونغي.
بدأ مسيرته الكروية مع نادي هونغ كونغ رينجرز في عام 1999، وشارك معهم حتى عام 2007، ومنذ عام 2007 وهو يلعب مع نادي كيتشي.
منذ عام 2004 وهو يلعب مع منتخب هونغ كونغ لكرة القدم.

## وصلات خارجية
- لو كوان يي على موقع قاعدة بيانات كرة القدم.إي يو (الإنجليزية)
- لو كوان يي على موقع ناشيونال فوتبول تيمز (الإنجليزية)
- لو كوان يي على موقع Soccerway.com (الإنجليزية)